# Screamadelica
Az 1991-es Screamadelica a Primal Scream harmadik nagylemeze, az első, amely kereskedelmi sikereket ért el. Az Egyesült Királyságban 1991. szeptember 23-án jelent meg a Creation Records gondozásában; Észak-Amerikában október 8-án adta ki a Sire Records. A Screamadelica a 8. helyig jutott a brit albumlistán. A kritikusok is dicsérték, gyakran hivatkoznak rá, mint az 1990-es évek egyik legjobb albumára. 1992-ben megkapta a Mercury Music Prize díjat. Szerepel az 1001 lemez, amit hallanod kell, mielőtt meghalsz című könyvben. 2020-ban Minden idők 500 legjobb albuma listán 437. helyen szerepelt.

## Az album dalai
|     | Cím                                               | Szerző(k)                                   | Hossz |
| --- | ------------------------------------------------- | ------------------------------------------- | ----- |
| 1.  | Movin' on Up                                      | Bobby Gillespie, Andrew Innes, Robert Young | 3:47  |
| 2.  | Slip Inside This House                            | Roky Erickson, Tommy Hall                   | 5:14  |
| 3.  | Don't Fight It, Feel It                           | Gillespie, Innes, Young                     | 6:51  |
| 4.  | Higher Than the Sun                               | Gillespie, Innes, Young                     | 3:36  |
| 5.  | Inner Flight                                      | Gillespie, Innes, Young                     | 5:00  |
| 6.  | Come Together                                     | Gillespie, Innes, Young                     | 10:21 |
| 7.  | Loaded                                            | Gillespie, Innes, Young                     | 7:01  |
| 8.  | Damaged                                           | Gillespie, Innes, Young                     | 5:37  |
| 9.  | I'm Comin' Down                                   | Gillespie, Innes, Young                     | 5:59  |
| 10. | Higher Than the Sun [A Dub Symphony in Two Parts] | Gillespie, Innes, Young                     | 7:37  |
| 11. | Shine Like Stars                                  | Gillespie, Innes, Young                     | 3:45  |

A Slip Inside This House szövegét megváltoztatták a The 13th Floor Elevators eredeti dalához képest. Az album amerikai kiadásán a Come Together alternatív mixe szerepelt, amelyet Terry Farley készített.

## Közreműködők

### Együttes
- Bobby Gillespie – ének
- Andrew Innes – gitár
- Robert Young – gitár, ének a Slip Inside This House-on
- Martin Duffy – billentyűk, zongora
- Henry Olsen – basszusgitár, gitárszóló a Damaged dalon
- Phillip "Toby" Tomanov – dob, ütőhangszerek

### Vendégzenészek
- Denise Johnson – ének a Don't Fight It, Feel It-en
- Jah Wobble – basszusgitár a Higher Than the Sun-on

### Produkció
- Jimmy Miller, The Orb, Hypnotone, Andrew Weatherall, Hugo Nicholson – producer
- Paul Anthony Taylor – programozás
- Dave Burnham – hangmérnök
- Jimmy Miller – keverés

## Fordítás
- Ez a szócikk részben vagy egészben a Screamadelica című angol Wikipédia-szócikk ezen változatának fordításán alapul.  Az eredeti cikk szerkesztőit annak laptörténete sorolja fel. Ez a jelzés csupán a megfogalmazás eredetét és a szerzői jogokat jelzi, nem szolgál a cikkben szereplő információk forrásmegjelöléseként.